# Fèlix Mantilla i Botella
Fèlix Mantilla i Botella (Barcelona, 23 de setembre de 1974) és un ex-tennista professional català i actualment entrenador. La seva millor superfície per jugar fou la terra batuda i tots els deu títols aconseguits en categoria individual foren sobre aquesta superfície, tot i que disputà diverses finals sobre pista dura. Els seus millors resultats van ser arribar a les semifinals del Roland Garros (1998) i el Masters de Roma (2003). El seu millor rànquing individual fou el desè lloc aconseguit l'any 1998.

## Palmarès: 10

### Individual: 21 (10−11)
| Llegenda (pre/post 2009)                                 |
| -------------------------------------------------------- |
| Grand Slams (0−0)                                        |
| Tennis Masters Cup / ATP Finals (0−0)                    |
| ATP Masters Series / ATP World Tour Masters 1000 (1−1)   |
| ATP International Series Gold / ATP World Tour 500 (1−1) |
| ATP International Series / ATP World Tour 250 (8−9)      |

| Títols per superfície |
| --------------------- |
| Dura (0−0)            |
| Gespa (0−0)           |
| Terra batuda (6−4)    |

| Resultat  | Núm. | Data                   | Torneig                    | Superfície   | Oponent en la final | Marcador              |
| --------- | ---- | ---------------------- | -------------------------- | ------------ | ------------------- | --------------------- |
| Finalista | 1.   | 13 de novembre de 1995 | Buenos Aires, Argentina    | Terra batuda | Carles Moyà         | 0−6, 3−6              |
| Finalista | 2.   | 26 de maig de 1996     | Pörtschach, Àustria        | Terra batuda | Marcelo Ríos        | 2−6, 4−6              |
| Guanyador | 1.   | 10 de juny de 1996     | Porto, Portugal            | Terra batuda | Hernán Gumy         | 6−7(5), 6−4, 6−3      |
| Finalista | 3.   | 14 de juliol de 1996   | Gstaad, Suïssa             | Terra batuda | Albert Costa        | 6−4, 6−7(2), 1−6, 0−6 |
| Finalista | 4.   | 11 d'agost de 1996     | San Marino, San Marino     | Terra batuda | Albert Costa        | 6−7(7), 3−6           |
| Finalista | 5.   | 18 d'agost de 1996     | Umag, Croàcia              | Terra batuda | Carles Moyà         | 0−6, 6−7(4)           |
| Finalista | 6.   | 12 de maig de 1997     | Hamburg, Alemanya          | Terra batuda | Andrei Medvedev     | 0−6, 4−6, 2−6         |
| Guanyador | 2.   | 9 de juny de 1997      | Bolonya, Itàlia            | Terra batuda | Gustavo Kuerten     | 4−6, 6−2, 6−1         |
| Guanyador | 3.   | 7 de juliol de 1997    | Gstaad                     | Terra batuda | Joan Albert Viloca  | 6−1, 6−4, 6−4         |
| Guanyador | 4.   | 21 de juliol de 1997   | Umag                       | Terra batuda | Sergi Bruguera      | 6−3, 7−5              |
| Guanyador | 5.   | 4 d'agost de 1997      | San Marino                 | Terra batuda | Magnus Gustafsson   | 6−4, 6−1              |
| Guanyador | 6.   | 8 de setembre de 1997  | Bournemouth, Regne Unit    | Terra batuda | Carles Moyà         | 6−2, 6−2              |
| Finalista | 7.   | 15 de febrer de 1998   | Dubai, Emirats Àrabs Units | Dura         | Àlex Corretja       | 6−7(0), 1−6           |
| Finalista | 8.   | 30 d'agost de 1998     | Long Island, Estats Units  | Dura         | Patrick Rafter      | 6−7(3), 2−6           |
| Guanyador | 7.   | 14 de setembre de 1998 | Bournemouth (2)            | Terra batuda | Albert Costa        | 6−3, 7−5              |
| Guanyador | 8.   | 12 d'abril de 1999     | Barcelona, Espanya         | Terra batuda | Karim Alami         | 7−6(2), 6−3, 6−3      |
| Finalista | 9.   | 15 d'abril de 2001     | Estoril, Portugal          | Terra batuda | Juan Carlos Ferrero | 6−7(3), 6−4, 3−6      |
| Guanyador | 9.   | 24 de setembre de 2001 | Palerm, Itàlia             | Terra batuda | David Nalbandian    | 7−6(2), 6−4           |
| Finalista | 10.  | 6 de gener de 2002     | Doha, Qatar                | Dura         | Younes El Aynaoui   | 6−4, 2−6, 2−6         |
| Finalista | 11.  | 18 d'agost de 2002     | Indianapolis, Estats Units | Dura         | Greg Rusedski       | 7−6(6), 4−6, 4−6      |
| Guanyador | 10.  | 5 de maig de 2003      | Roma, Itàlia               | Terra batuda | Roger Federer       | 7−5, 6−2, 7−6(8)      |

## Trajectòria

### Individual
| Open d'Austràlia | A  | A  | QF | 1R | 1R | 1R | 1R | 1R | 4R | 1R  | 1R  | 0 / 9   | 7–9     |
| Roland Garros | A  | 3R | 2R | SF | 4R | 1R | 1R | A  | 4R | 2R  | 3R  | 0 / 9   | 17–9    |
| Wimbledon | A  | 1R | A  | 3R | 2R | 1R | 2R | A  | 1R | 2R  | 1R  | 0 / 8   | 5–8     |
| US Open | A  | 2R | 4R | 2R | 1R | A  | 2R | 1R | 1R | A   | 1R  | 0 / 8   | 6–8     |
| Rànquing a final d'any | 92 | 18 | 16 | 20 | 22 | 99 | 45 | 55 | 22 | 102 | 117 | 312–215 | 312–215 |
| Llegenda: G: Guanyador; F: Finalista; SF: Semifinalista; QF: Quarts de final; Q: Qualificació; A: Absent; RR: Round Robin; Q: Qualificació |    |    |    |    |    |    |    |    |    |     |     |         |         |